# Pteropus voeltzkowi
Pteropus voeltzkowi là một loài động vật có vú trong họ Dơi quạ, bộ Dơi. Loài này được Matschie mô tả năm 1909.

## Hình ảnh